# Dobry Wzór
Dobry Wzór – konkurs na najlepiej zaprojektowane produkty i usługi na polskim rynku organizowany przez Instytut Wzornictwa Przemysłowego. Jest przygotowywany i prowadzony zgodnie z zasadami określonymi przez Międzynarodową Radę Stowarzyszeń Wzornictwa Przemysłowego.
Stałym elementem konkursu jest monitoring polskiego rynku. Eksperci Instytutu Wzornictwa Przemysłowego wyszukują i dopuszczają do konkursu dostępne na polskim rynku produkty i usługi. Nagrodą w konkursie jest znak i certyfikat Dobry Wzór. Finałowe produkty i usługi prezentowane są w katalogu oraz na pokonkursowej wystawie w siedzibie Instytutu Wzornictwa Przemysłowego. 
Konkurs istnieje na rynku od 1993 roku i jest pierwszą polską nagrodą za wzornictwo. Od 1995 roku swoją nagrodę: Wzór Roku, przyznaje Minister Gospodarki, obecnie Ministerstwo Rozwoju. Największe zmiany w Dobrym Wzorze zaszły w 2006 roku, kiedy po raz pierwszy w konkursie mogły wziąć udział również produkty producentów zagranicznych. Od tego momentu polskie produkty i polscy przedsiębiorcy konkurują z zagranicznymi markami. Od tego roku również swoją nagrodę – Designer Roku dla najlepszego polskiego projektanta – przyznaje prezes Instytutu Wzornictwa Przemysłowego. Do roku 2019 nagrodę tę otrzymali: Marek Adamczewski (2006), Tomasz Rudkiewicz (2008), Andrzej Śmiałek (2009), Tomasz Augustyniak (2010), Marek Liskiewicz i Triada Design (2011), Piotr Kuchciński (2012), Joanna Leciejewska (2013), Bartosz Piotrowski (2014), Tomek Rygalik (2015), zespół Tylko (2016), Maja Ganszyniec (2017), Krystian Kowalski (2018) oraz Jarosław Szymański(2019). 
Produkty, niezależnie od kraju pochodzenia, są oceniane w 3 sferach: domu, pracy i publicznej. Od 2010 roku wprowadzona została nowa sfera usług. 
Od 2016 roku zgłoszone do konkursu produkty i usługi oceniane są w 9 kategoriach:
- dom
- praca
- sfera publiczna
- usługi
- nowe technologie
- grafika użytkowa i opakowania
- nowe materiały produkcyjne
- moda i akcesoria
- transport i komunikacja

W każdej kategorii jury wyłania laureatów i przyznaje nagrody Dobry Wzór. Ministerstwo Rozwoju nagradza znakiem Wzór Roku najlepszy polski produkt lub usługę. Od 2015 roku w konkursie jest przyznawana nowa nagroda: Produkt Roku – ufundowana przez Agencję Rozwoju Przemysłu S.A. W 2017 w konkursie pojawiła się kolejna nagroda specjalna Wzór Roku dla Kultury – ufundowana przez Ministra Kultury i Dziedzictwa Narodowego. Od 2019 nagrody specjalne w konkursie przyznają także:  KGHM Polska Miedź SA –  nagrodę Wzór Roku dla Zrównoważonego Rozwoju oraz Integracja LAB – nagrodę Wzór Roku dla Integracji. 
Od początku istnienia konkursu do edycji w 2019 roku Dobrym Wzorem nagrodzono 582 produkty i 15 usług.
Konkurs posiada swoją stronę internetową, na której można obejrzeć archiwum finalistów i laureatów edycji 2006-2019 oraz wirtualne wystawy, realizowane od edycji 2018.